# Patchantenne

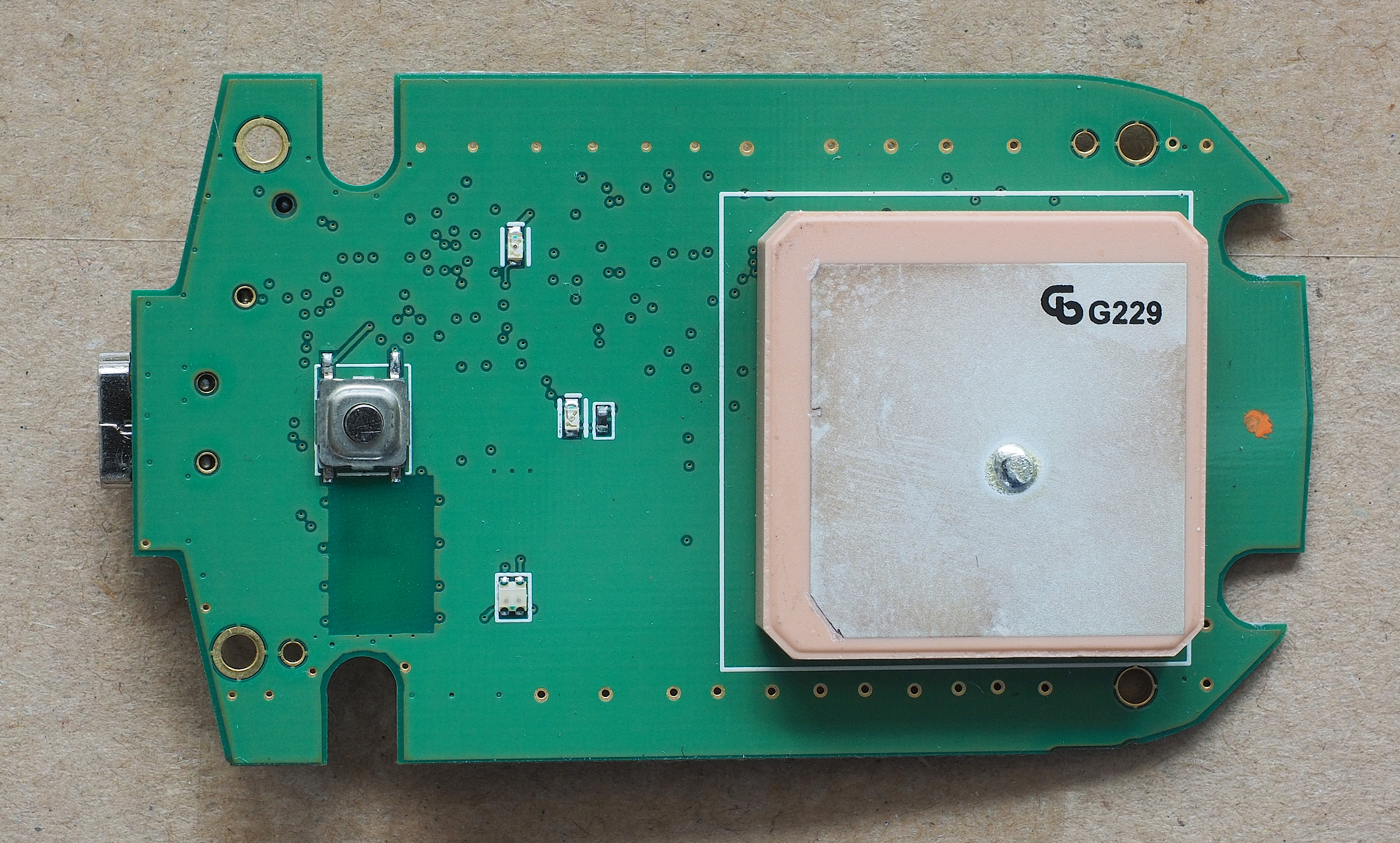
Patchantenne (rechts) in einem GPS-Logger

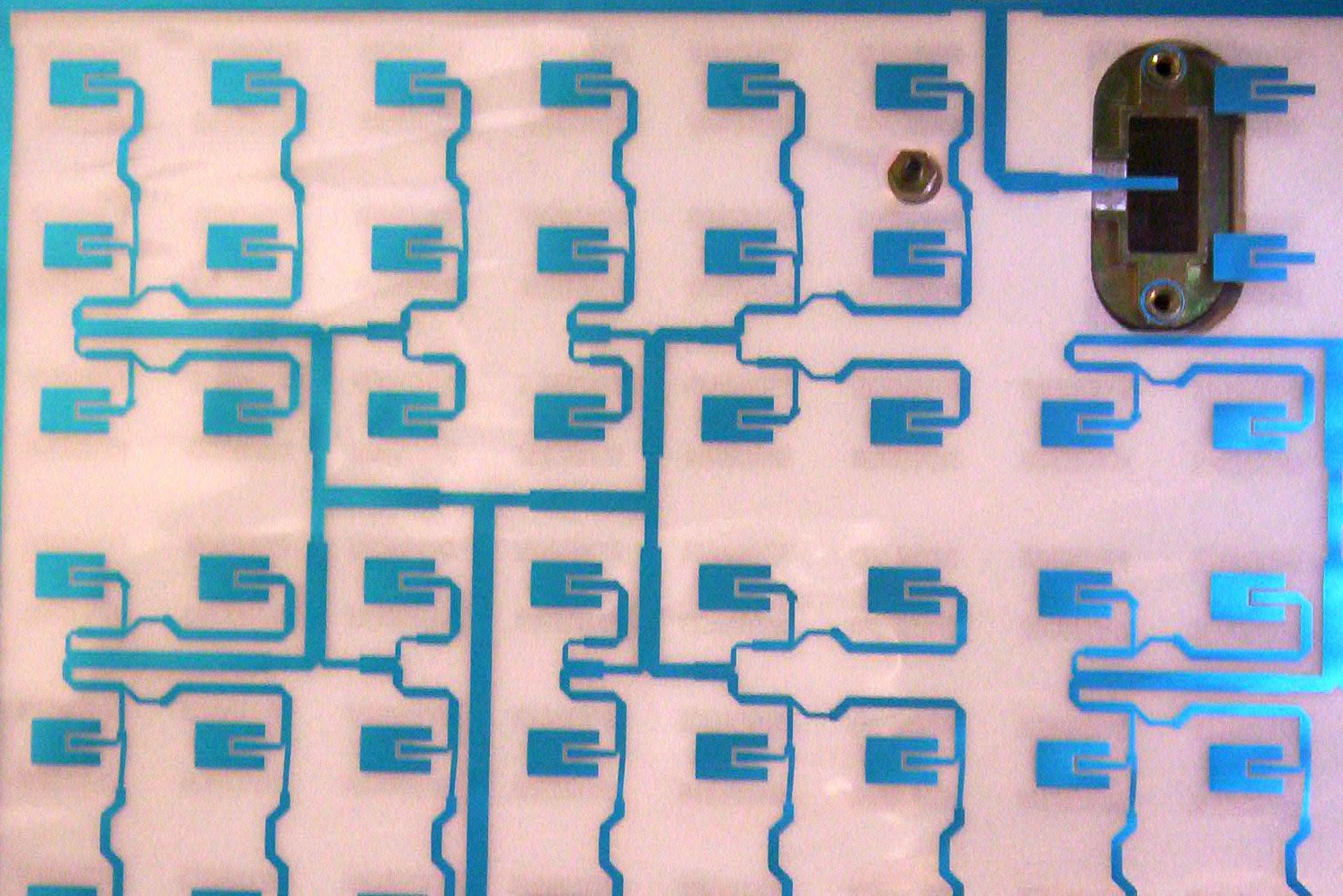
Hier bilden viele einzelne Patches (die kleinen U-förmigen Rechtecke) als Array eine Panelantenne für TV-Satellitenempfang. Gespeist werden die einzelnen Patches über Streifenleitungen.

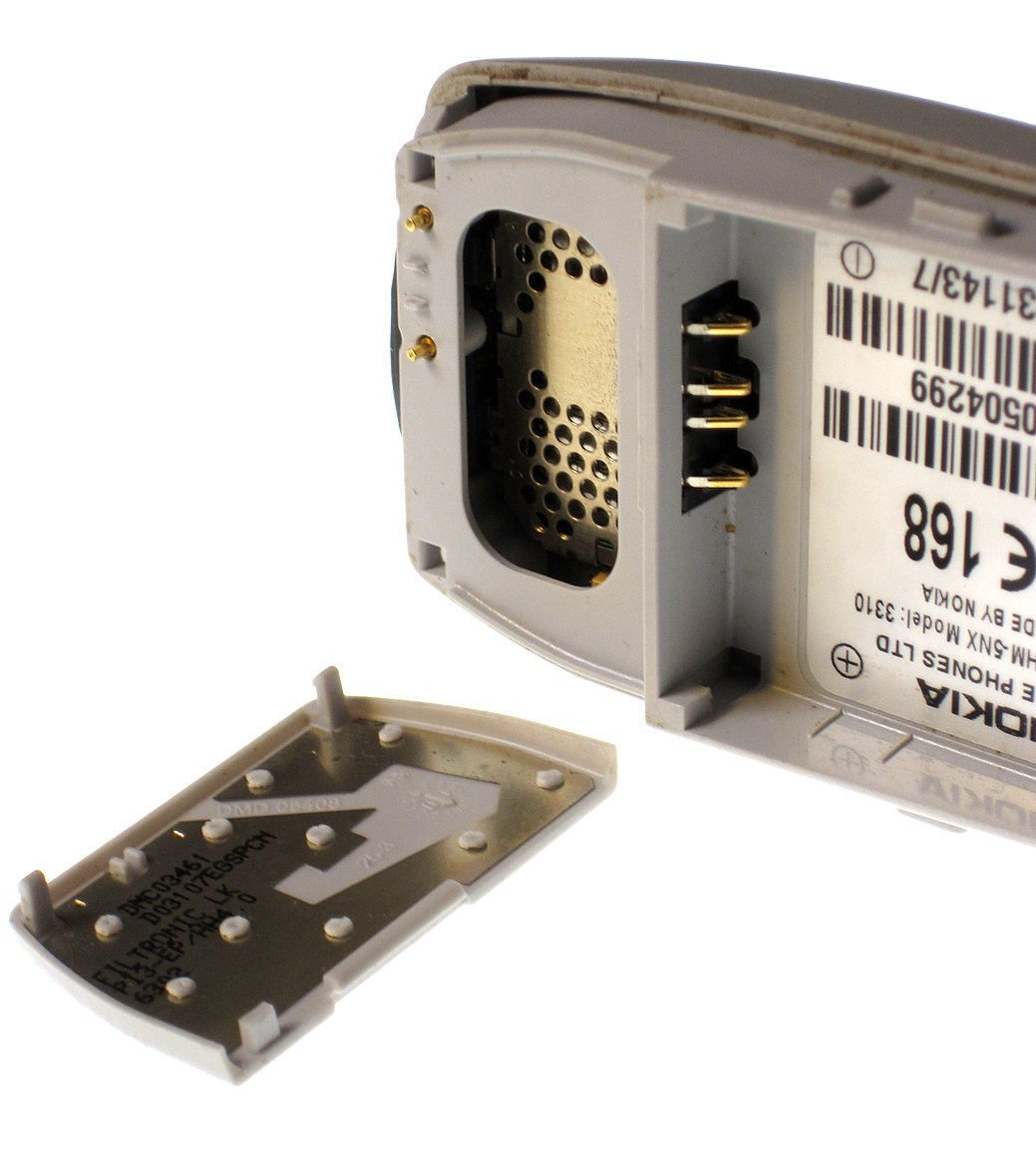
Patchantenne in einem Mobiltelefon. Am oberen Rand sind zwei Antennenzuleitungen für die zirkulare Polarisation. Die komplexe Form des Patches erhöht die Antennenbandbreite

Bei der Patchantenne handelt sich um eine Antennenvariante, die besonders gut zur Integration auf Leiterplatten geeignet ist. Die Patchantenne besteht häufig aus einer rechteckigen Metallfläche, deren Längsseite einer Länge von ungefähr λ/2 entspricht. Damit wirkt die Metallfläche als Resonator, ähnlich wie bei Dipolantennen. Die Patchantenne kann eine Richtwirkung aufweisen, insbesondere wenn sie mit einer dahinter liegenden, als Reflektor dienenden Metallfläche kombiniert ist. Ein Einzelelement kann dann einen Gewinn von annähernd 10 dBi erreichen. Sind mehrere Patches in einem Array vor einer Metallfläche angeordnet, erhöhen sich Gewinn und Richtwirkung weiter (Panelantenne).
Die Bandbreite einer Patchantenne ist stark von dem Verhältnis aus Substratdicke und Wellenlänge abhängig sowie von der effektiven Dielektrizitätskonstante {\displaystyle \varepsilon _{r}} des Systems. Für Antennen mit höherer Leistung wird dickeres Substrat mit möglichst geringer Dielektrizitätskonstante benötigt. Dadurch vergrößert sich auch die notwendige Breite des Patches, womit dann auch die Bandbreite der Antenne verbessert wird. Weitere Verfeinerungen, wie die Verwendung von parasitären Patches in verschiedenen Substratlagen, können die Breitbandigkeit und die Richtwirkung der Antenne verbessern. Einen Anhaltspunkt für die Breite einer Seite eines Patch-Elements kann folgende Gleichung bieten:
{\displaystyle a={\frac {\lambda }{2}}\cdot {\sqrt {\frac {2}{\varepsilon _{r}+1}}}}
Eine Patchantenne kann auf verschiedene Arten gespeist werden, z. B. mittels einer Mikrostreifenleitung oder Schlitzkopplung. Die Art der Speisung beeinflusst maßgeblich die Breitbandigkeit und die Fußpunktimpedanz der Antenne. Für sehr hohe Frequenzbänder wird eine Patchantenne oft als Schichtstruktur auf einen Keramikträger aufgebracht. Keramik ist ein sehr guter Isolator und gegenüber Feuchtigkeit unempfindlich. Außerdem hat sie einen geringen dielektrischen Verlustwinkel.
Die Antennenbauart wird unter anderem auch in Mobilfunkgeräten, WLAN- und DECT-Schnurlostelefonen verwendet. Eine Variante der Patch-Antenne ist die PIF-Antenne.

## Einzelnachweis
1. ↑  
C.Wolff: Patch- oder Mikrostripantenne. In: Radartutorial. November 1998, abgerufen am 18. Februar 2023.